# Dmitrij Ivanovič Pavluckij
Dmitrij Ivanovič Pavluckij (rusky Дмитрий Иванович Павлуцкий, 18. století? Tobolsk – 25. březen 1747 Anadyrský ostroh) byl ruský důstojník a polární průzkumník. V první polovině 18. století vedl několik ruských vojenských tažení, jejichž cílem bylo podmanění sibiřských národů Ruskému impériu. Zemřel v boji s Čukči.

## Životopis
Narodil se pravděpodobně v Tobolsku do šlechtické rodiny s bělorusko-litevskými kořeny. Na počátku 17. století jeho pradědeček Jan Pawłucki vstoupil do ruských služeb v tzv. Období zmatků, během něhož odešel do Tobolska, kde v letech 1622-1624 provedl první sčítání lidu.
V roce 1727 byl Dmitrij Pavluckij v hodnosti kapitána dragounského pluku poslán s oddílem 400 kozáků na Čukotku. Jeho úkolem bylo v rámci expedice jakutského atamana Afanasije Šestakova objevit nové země a podmanit nepokojené cizince. Mezi Pavluckým a Šestakovem brzy vznikl spor, o tom kdo se ujme vedení expedice a kdo bude podřízený, což nakonec vedlo k rozštěpení expedice na dva samostatné oddíly, které svůj další postup nijak nekoordinovaly. Původním cílem expedice bylo objevit nová území a vybrat daň (tzv. jasak) od domorodců, především od nepoddajných Čukčů a Korjaků. Afanasij Šestakov měl v plánu objevit nová území, proto z Jakutska táhl na Ochotsk a odtud s loděmi vyplul na Ochotského moře hledat nové ostrovy, které skončilo ztroskotáním u sibiřského pobřeží. Po neúspěšné plavbě byl Afanasij Šestakov zesláblý a tak se začal věnovat vybírání jasaku od nepoddajných domorodců, což se mu stalo osudným. Dne 25. března 1730 v bitvě u Jegače proti mnohonásobné přesile Čukčů padl. Mezitím Dmitrij Pavluckij zamířil z Jakutska přímo k Anadyrskému ostrohu, kde se zaměřil na podrobení domorodých obyvatel.
Po smrti Šestakova a porážce jeho oddílu u Jegače v roce 1730 byl Dmitrij Pavluckij oficiálně jmenován vojenským velitelem a tak z Anadyrského ostrohu zamířil se svým oddílem na Čukotku, kde ve třech bitvách porazil domorodý kmen Čukčů. V roce 1732 znovu bojoval proti Čukčům a také Korjakům. Při jeho vítězném tažení si chtěl brutalitou, vypalovaním osad, ničením zásob, braním žen a děti do otroctví a vybíjením stád sobů podmanit domorodé kmeny a donutit je k placení jasaku. I přes jeho krutost a násilí, které na domorodem obyvatelstvů napáchal se mu podmanění nepodařilo.
V roce 1731 vypuklo povstání Kamčadalů na Kamčatce, během něhož byl vypálen i Nižněkamčatsk. K potlačení povstání byl v roce 1733 povolán i Dmitrij Pavluckij, který byl ustanoven vojenským velitelem Kamčatky a povýšen do hodnosti majora. Jako velitel Kamčatky ihned povstání potlačil a znovuzaložil vypálený Nižněkamčatsk, z něhož vybudoval hlavní opevněnou osadu Kamčatky. Tímto jednáním ukázal, že je zkušený vojenský velitel a kolonizátor. Na Kamčatce přikázal zakládat zemědělská pole, jako první nechal na Kamčatku dovést krávy, které daroval Kamčadalům, čímž je učil chovu dobytka.
V letech 1739-1742 sloužil jako vojvoda v Jakutsku. V roce 1742 byl vyslán opět do Anadyrského ostrohu. V roce 1744 vedl vojenskou výpravu na Čukotku a v roce 1746 vedl expedici do Čaunského zálivu. Při obou expedicích se věnoval podrobnému sestavování map oblastí.
Dne 23. března 1747 zaútočila skupina 500 Čukčů na Anadyrský ostroh. Dmitrij Pavluckij útok odrazil a s oddílem 131 mužů (96 kozáků a 35 Korjaků) se vydal Čukče pronásledovat. O dva dny později, 25. března 1747 nedaleko ostrohu na Čukče zaútočil a to i přesto, že k němu ještě nedorazily ruské posily. Jeho oddíl byl u řeky Orlové bez ruských posil poražen. Dmitrij Pavluckij byl chráněn kroužkovou železnou zbrojí a tak z bitvy vyvázl bez úhony, ale později byl obklíčen na nedalekém vrchu (nyní nazývaný Majorův vrch), kde v boji proti přesile Čukčů padl. Jeho hlava byla odříznuta a ještě několik následujících let ji Čukčové měli ukazovat při slavnostech a k odrazení Rusů. Tělo Dmitrije Pavluckého bylo pohřbeno v Jakutsku. Bitva u řeky Orlové byla nejhorší vojenskou porážkou Rusů v boji s Čukči, kterým zajistila rozsáhlou autonomii v podstatě až do roku 1917.

## Odraz v čukčském folklóru
Dmitrij Pavluckij a jeho smrt se přenesli do domorodého čukčského folklóru. Pavluckij se stal hlavním prototypem čukčského démona Jakunina, který představuje také "ideální zlo". Existuje mnoho příběhu a legend o boji Čukčů s Jakuninem. V jednom z příběhů je zraněn šípem do oka, v jiném umírá v duelu s hrdinou Čukčů Nankachgatem. Hodně čukčských legend se zaměřuje na Jakuninovo zajetí v bitvě a mučení. Vše je jen folklór a fikce.